# Pflausach
Pflausach je naselje v Občini Liebenfels v Okraju Šentvid ob Glini na Koroškem v Avstriji.